# Deutscher Scherenschnittverein
Der Deutsche Scherenschnittverein war ein Zusammenschluss von Personen und Institutionen, die sich die Förderung und Pflege des Scherenschnitts und des Schattenbilds zur Aufgabe machten. Künstler, Sammler, Museen und Akademien tauschten sich in diesem Forum über den Scherenschnitt, aber auch über Schattenspiel und andere verwandte Themen aus. Der Vereinssitz war Stuttgart. Der Verein wurde 2020 aufgelöst.

Scherenhexe von Helmuth Bögel (Logo des Deutschen Scherenschnittvereins)

## Geschichte
Der Deutsche Scherenschnittverein wurde 1995 gegründet. Die Gründungsversammlung wählte Jürgen Willersinn (Vorsitzender), Christa Weber (2. Vorsitzende) und Ursula Kirchner (Schatzmeisterin) in den Vorstand, der sich zunächst der Herausgabe eines Mitteilungsblattes widmete. Es erschien unter dem Titel „Schwarz Auf Weiß“ im Dezember 1995 und ging an 250 Interessenten.
Im September 1996 fand in Calw-Holzbronn die 1. Mitgliederversammlung statt; der Verein hatte inzwischen 140 Mitglieder. Claus Weber und Karin Dütz übernahmen den Vorsitz. Mit dem Aufbau eines umfassenden Archivs wurde Christa Weber betraut. Den Wettbewerb für ein Vereinslogo gewann Helmuth Bögel mit der Scherenhexe, die am 11. April 1997 entstand. Die Aufgaben des Vereins formulierte Claus Weber wie folgt: „Zu allen Zeiten hat es Kitsch gegeben, aber wer würde es wagen, weil es wahrhaft kitschige Gemälde gibt […], der Malerei den Status ‚Kunst‘ abzusprechen? […] Die künstlerische Freiheit muß oberstes Gebot in der Arbeit und Berichterstattung des Deutschen Scherenschnittvereins sein! Alle Versuche mit Technik und Ausdrucksform zwischen traditionell und futuristisch müssen Platz finden, jedes Experiment muß erlaubt sein.“
Im Februar 1998 verstarb Claus Weber, und Berta von Böventer wurde mit großer Mehrheit zu seiner Nachfolgerin gewählt. 1999 entstand ein Informationsblatt zur Präsentation des Vereins, das von Hans Ramsteiner, einem Experten für Signaturen und Scherenschnitt-Postkarten gestaltet wurde. Im Jahr 2002 wählte die Mitgliederversammlung in Sebnitz Matthias Seeliger zum 1. Vorsitzenden. Sein Stellvertreter wurde Hartmut Klug, der sich die künstlerische Arbeit mit Kindern und Jugendlichen zum Ziel gesetzt hat. 2007 wurde Erich Kaiß zum Vorsitzenden gewählt, der das Amt 2008 wieder abgab. Danach wurde der Verein zunächst kommissarisch von Hartmut Klug geführt, den die Mitgliederversammlung 2010 zum amtierenden Vorsitzenden wählte.
Der Verein hatte zuletzt rund 300 Mitglieder in aller Welt, darunter in der EU, in Australien, China, GUS-Nachfolgestaaten, Japan, Kanada, Schweiz und in den USA. Bedeutende Künstler wie der Österreicher Gerhard Rühm und der Niederländer Gerlof Smit sind dem Deutschen Scherenschnittverein beigetreten. Freundschaftliche Kontakte bestanden zur Guild of American Papercutters (GAP). Die Zeitschrift „Schwarz Auf Weiß“ wurde bei der Vereinsauflösung mit der Nr. 52 eingestellt.

## Ausstellungen
Parallel zum 4. Internationalen Schattentheater-Festival, das von Wolfgang Reusch gegründet und alle drei Jahre veranstaltet wird, fand im September 1997 die erste Gemeinschaftsausstellung von 60 Mitgliedern in Schwäbisch Gmünd statt. Eine zweite Ausstellung fand in Holzminden, die dritte in Weilburg an der Lahn statt. Die Ausstellung, an der sich 40 Scherenschnittkünstler beteiligten war auch in Berlin und 2006 im Scherenschnittstudio von Karin Dütz in Nürnberg zu sehen. Der Katalog unter dem Titel Schwarz Weiß Farbe wies auf die zunehmend farbigen Arbeiten hin.
Vom 6. Oktober bis 10. November 2013 fand die Ausstellung Randscharf – Scherenschnitt heute im Deutschen Klingenmuseum in Solingen statt. Gezeigt wurden über 100 Werke von rund 50 Scherenschnittkünstlern aus dem Deutschen Scherenschnittverein e. V. sowie Gästen aus der Gegenwartskunst wie Felix Droese, Gabriele Basch und Zipora Rafaelov.

## Veröffentlichungen
Zu den Gemeinschaftsausstellungen erschienen regelmäßig Kataloge; mit Jahresgaben realisierte der Verein literarisch-künstlerische Projekte (siehe Literatur). Seit 2000 hatte der Verein eine Webseite, in der Informationen zu über 80 historischen und aktuellen Silhouettenkünstlern zu finden waren. Seit 2002 erschienen jährlich zwei Hefte der Zeitschrift Schwarz Auf Weiß, die neben Vereinsmitteilungen auch Buch- und Ausstellungsbesprechungen, weiterführende Artikel über Scherenschnittkünstler – historische wie Rosa Maria Assing und Ruth Schaumann, aber auch zeitgenössische wie Kara Walker – sowie zahlreiche Bildbeispiele enthielten. Manuskripte, Fotos und Kopien wurden in das Archiv des Deutschen Scherenschnittvereins aufgenommen.